# Die Bande des Captain Clegg
Die Bande des Captain Clegg ist ein 1961 entstandener, britischer Abenteuerfilm mit Gruselelementen aus der Hammer Films-Produktion. Peter Cushing spielt die Haupt- bzw. Titelrolle unter der Regie von Peter Graham Scott.

## Handlung
Die Geschichte spielt im ausgehenden 18. Jahrhundert. Einst (1776) wurde ein Seemann, wegen seiner Ethnie kurz der „Mulatte“ genannt, auf einer Insel ausgesetzt, weil er die weiße Frau des brutalen Piratenkapitäns Nathaniel Clegg angegriffen hatte bzw. haben soll. Clegg selbst war zu dieser Zeit ein ausgesprochen schurkischer Zeitgenosse und wurde 16 Jahre später, 1792, von der britischen Marine gefangen genommen und auf königlichen Befehl hin aufgeknüpft. Seine sterblichen Überreste ruhen auf dem Friedhof von Dymchurch, und dort soll es seit den schaurigen Ereignissen von einst heftig spuken. Nacht für Nacht, so geht die Fama, würden berittene Geisterreiter durch die Marsch galoppieren und Angst und Schrecken über die Dorfbewohner bringen.
Der englische Kapitän Collier wird beauftragt, mit seinen Leuten dem Gerücht nachzugehen, dass die Bewohner des Küstenstädtchens schwunghaften Alkoholschmuggel mit dem revolutionären Frankreich betreiben. Kaum angekommen, hören auch Colliers Leute von der Mär der nächtlichen „Phantomreiter“ des gehenkten Clegg. An Colliers Seite befindet sich seit Jahren auch der „Mulatte“, nunmehr stummer Haussklave des englischen Seemannes, seitdem dem dunkelhäutigen Mann nach der unterstellten Untat die Zunge herausgerissen wurde. Die geistliche Autorität des Ortes ist Pfarrer Dr. Arne Blyss, der sich einerseits leutselig-ahnungslos gibt, sich andererseits gegenüber Captain Collier aber durchaus kooperativ zeigt. Bei seiner Suche nach den Schmugglern betritt Collier auch das Anwesen von Mr. Rash und dessen hübschen Mündel Imogene. Ein unauffälliges Lager in der Bierstube entpuppt sich bald als sehr viel mehr, denn der Mulatte entdeckt dort einen geheimen Kellerzugang, den wiederum ein Geheimgang mit dem Haus des Sargbauers Jeremiah Mipps verbindet. In Wahrheit handelt es sich hier um das Hauptquartier der Alkoholschmuggler. Als der Mulatte dort den „ehrenwerten“ Dr. Blyss sieht, rastet er aus und attackiert aus unerfindlichen Gründen den Gottesmann. Colliers Seeleute haben Mühe, den farbigen Mann von Blyss fortzureißen.
In der darauf folgenden Nacht gelingt es den Schmugglern, eine Alkohollieferung unbemerkt zur nahe gelegenen Windmühle zu transportieren, von wo sie über den Seeweg weitertransportiert werden soll. Collier ist den Schmugglern jedoch auf den Fersen, und es kommt zu einem Schusswechsel, bei dem Imogenes Verlobter Harry am Arm verwundet wird. Derweil bringt Bierstubenbesitzer Rash einen von Colliers Leuten um, weil dieser offensichtlich Rashs Verbindung mit der Alkoholschmuggelei aufgedeckt hat. Der Mulatte wiederum, der Blyss deshalb angegriffen hatte, weil er in ihm zweifelsfrei den angeblich toten Captain Clegg wiedererkannt hatte, begibt sich auf den Friedhof von Dymchurch und öffnet das Grab Cleggs. Das Grab ist wie erwartet leer, und als der Mulatte nun erneut Dr. Blyss attackiert, wird Collier, der schon seit Jahren die Suche nach Captain Clegg zur Lebensaufgabe gemacht hat, bezüglich Blyss misstrauisch.
Im Haus von Blyss hat sich Mr. Rash eingefunden, der offensichtlich ebenfalls nicht die doppelte Identität des Pfarrers und einstigen Piratenkapitäns bzw. heutigen Bandenanführers kennt. Er sucht und findet dort Captain Cleggs Testament und erfährt, dass sein Mündel Imogene niemand anderes ist als Cleggs leibliche Tochter. Er stößt das Mädchen fortan zurück. Zu allem Ärger verliert Imogene auch noch ihren Verlobten an Collier, der diesen wegen seiner Schusswunde am Arm, die nur von Collier stammen kann, als einer der Alkoholschmuggler der Windmühlen-Aktion zweifelsfrei identifiziert. Harry soll auf Colliers Schiff gebracht werden, als die Phantomreiter von Cleggs Bande auftauchen und ihn befreien. Diese Leute sind nichts anderes als die Dorfbewohner, die Harry anschließend mit Imogene zur Dorfkirche bringen, wo Pfarrer Blyss alias Captain Clegg die beiden traut. 
Als Captain Collier ebenfalls in der Kirche auftaucht, verkündet er, dass das vom Mulatten geöffnete Clegg-Grab leer sei. Er reißt Blyss die sakrale Kette vom Hals und offenbart den letzten Unwissenden anhand der Seilspuren eines misslungenen Aufhängversuches an Blyss’ Hals, dass der hochverehrte Herr Pfarrer niemand anders als der schurkische Piratenkapitän Clegg ist. Clegg erklärt kurz die Umstände, wie er dem Galgentod entkommen konnte. Bei dem nachfolgenden Handgemenge können Clegg und Mipps durch den Geheimgang fliehen. Als sie am anderen Ende im Kellerraum des Sargbauers ankommen, wartet dort bereits der Mulatte auf sie. Der hat kurz zuvor Mr. Rash umgebracht und tötet nun auch seinen alten Peiniger Cleggs mit einem Speer mitten ins Herz. Anschließend wird er von Jeremiah Mipps mit einem Pistolenschuss niedergestreckt. In der Schlussszene beerdigt Mipps die Leiche Captain Cleggs im geöffneten Grab auf dem Friedhof.

## Produktionsnotizen
Die Bande des Captain Clegg wurde am 13. Juni 1962 in New York uraufgeführt, die britische Premiere war zwölf Tage später. Die deutsche Erstaufführung fand am 1. Januar 1963 statt.
Die Filmbauten kreierte Bernard Robinson.

## Kritiken
„Billig produzierter Abenteuerfilm aus dem Hause Hammer, mit romantischen Akzenten und Gruselelementen aufgelockert. Insgesamt äußerst schwach inszeniert und unzulänglich gespielt.“

Der Movie & Video Guide fand, der Film sei ein „guter Spaß mit einigen furchterregenden Momenten“.
Halliwell‘s Film Guide sah hier eine „milde Neuverfilmung von Dr. Syn mit einigen hinzugefügten Momenten von Gewalt. Sehenswert für diejenigen, die eine total vorhersehbare Geschichte mögen“.